# Perseo (torpilleur)
Pour les articles homonymes, voir Perseo.
Le Perseo (fanion « PS ») était un torpilleur italien de la classe Spica - type Perseo lancé en 1935 pour la Marine royale italienne (en italien : Regia Marina). 

## Conception et description
Les torpilleurs de la classe Spica devaient répondre au traité naval de Londres qui ne  limitait pas le nombre de navires dont le déplacement standard était inférieur à 600 tonnes. Hormis les 2 prototypes, 3 autres types ont été construits : Alcione, Climene et Perseo. Ils avaient une longueur totale de 81,42 à 83,5 mètres, une largeur de 7,92 à 8,20 mètres et un tirant d'eau de 2,55 à 3,09 mètres. Ils déplaçaient 652 à 808 tonnes à charge normale, et 975 à 1 200 tonnes à pleine charge. Leur effectif était de 6 à 9 officiers et de 110 sous-officiers et marins
Les Spica étaient propulsés par deux turbines à vapeur à engrenages Parsons , chacune entraînant un arbre d'hélice et utilisant la vapeur fournie par deux chaudières Yarrow. La puissance nominale des turbines était de 19 000 chevaux-vapeur (14 000 kW) pour une vitesse de 33 nœuds (61 km/h) en service, bien que les navires aient atteint des vitesses supérieures à 34 nœuds (62,97 km/h) lors de leurs essais en mer alors qu'ils étaient légèrement chargés. Ils avaient une autonomie de 1 910 milles nautiques (3 540 km) à une vitesse de 15 nœuds (27,7 km/h)
Leur batterie principale était composée de 3 canons 100/47 OTO Model 1937. La défense antiaérienne (AA) des navires de la classe Spica était assurée par 4 mitrailleuses jumelées Breda Model 1931 de 13,2 millimètres. Ils étaient équipés de 2 tubes lance-torpilles de 450 millimètres (21 pouces) dans deux supports jumelés au milieu du navire.  Les Spica étaient également équipés de  2 lanceurs de charges de profondeur et d'un équipement pour le transport et la pose de 20 mines.

## Construction et mise en service
Le Perseo est construit par le chantier naval Cantieri del Quarnaro à Fiume en Croatie, et mis sur cale le 12 novembre 1934. Il est lancé le 9 octobre 1935 et est achevé et mis en service le 1er février 1936. Il est commissionné le même jour dans la Regia Marina.

## Histoire de service
En 1937, le torpilleur Perseo effectue une croisière d'essai qui le conduit à Tripoli.
Pendant la guerre civile espagnole, en 1937, le Perseo opère dans le canal de Sicile dans le cadre de missions visant à lutter contre la contrebande de fournitures destinées aux troupes républicaines espagnoles.
Lorsque l'Italie entre dans la Seconde Guerre mondiale, le Perseo fait partie du Xe escadron de torpilleurs basé à La Spezia, qu'il forme avec ses navires-jumeaux (sister ships) Vega, Sirio et Sagittario. Il est principalement affecté à des missions d'escorte de convois à destination et en provenance d'Afrique du Nord, effectuant 81 missions.
Au cours de l'année 1941, les mitrailleuses de 13,2 mm, peu efficaces, sont débarquées et remplacées par 6 à 10 canons de 20/65 mm, plus efficaces,.
Le 10 avril 1941, le navire appareille de Palerme pour escorter vers Tripoli, avec les vieux torpilleurs Montanari et Missori, les vapeurs Bosforo et Ogaden et les pétroliers Persiano et Superga. Le convoi subit deux attaques de sous-marins britanniques: la première, infructueuse, le 11, par le HMS Upholder (P37), au large du Cap Bon; la seconde, le lendemain, par le HMS Tetrarch (N77), se solde par le naufrage du Persiano à la position géographique de 33° 29′ N, 14° 01′ E. Une formation composée des destroyers britanniques HMS Jervis (F00), HMS Janus (F53), HMS Nubian (F36) et HMS Mohawk (F31) appareille également de Malte pour intercepter le convoi, mais les deux formations ne se rencontrent pas.
Dans les jours qui suivent le 16 avril, le Perseo participe aux opérations de sauvetage des naufragés du convoi "Tarigo" (Bataille des îles Kerkennah), détruit par une formation de destroyers britanniques (il est possible de sauver 1 248 des quelque 3 000 hommes à bord des navires coulés).
Du 5 au 7 mai, l'unité escorte, avec les destroyers Fulmine et Euro et les torpilleurs Centauro, Orsa, Cigno et Procione, un convoi de vapeurs Marburg, Kybfels, Rialto, Reichenfels et Marco Polo sur la route de Tripoli à Palerme.
Le 24 mai, le navire est envoyé, avec son navire-jumeau Calliope et le vieux torpilleur Calatafimi, pour renforcer l'escorte (destroyer Freccia, torpilleurs Procione, Orione et Pegaso) d'un convoi composé des transports de troupes Conte Rosso, Marco Polo, Esperia et Victoria, à destination de la Libye. Le Perseo, le Calliope et le Calatafimi quittent le convoi pour retourner à la base à 19h10 (dans la soirée, le convoi est attaqué par le sous-marin britannique HMS Upholder qui torpille et coule le Conte Rosso, avec la mort de 1 297 hommes).
Le 26 mai 1941, le Perseo effectue une mission de déminage à l'est de Malte, avec ses navires-jumeaux Circe, Clio et Calliope.
Le 20 novembre 1941, le torpilleur quitta Naples pour escorter, avec le destroyer Turbine, le convoi "C" (navires à moteur Napoli et Vettor Pisani) vers la Libye, mais à 00h23 le 21 novembre, il quitte le convoi et est envoyé pour porter assistance au croiseur léger Duca degli Abruzzi, sérieusement endommagé par un bombardier-torpilleur, qu'il escorte jusqu'à Messine avec le croiseur léger Garibaldi et 8 destroyers.
Le 25 novembre, le Perseo escorte les barges à moteur allemands Marinefährprahm F 146, F 148, F 150 et F 160 de Pantelleria et Lampedusa à Tripoli.
Le 1er décembre, le torpilleur quitte Tripoli pour escorter jusqu'à Benghazi les quatre barges à moteur venus quelques jours plus tôt, chargés chacun de 80 tonnes de matériel. Pendant la navigation, cependant, à cause de la mer agitée, le F 160 commence à prendre l'eau et après quelques heures la situation est devenue insupportable. Le Perseo s'approche de la barge en perdition en embarquant son équipage, puis il accélère son naufrage avec des coups de canon,.
Le 20 novembre 1942, vers 9h30, le Perseo et le torpilleur moderne Groppo quittent Bizerte en escortant deux navires à moteur convertis en transports de troupes, le Puccini et le Viminale, sur le chemin du retour en Italie. Peu après 13h30 ce jour-là, le convoi est attaqué par quatre chasseurs-bombardiers américains: les avions mitraillent les navires italiens, tuant un homme et en blessant six autres sur le Viminale, mais sans causer de dégâts significatifs.
Le 5 décembre 1942, le Perseo effectue une action anti-sous-marine qui s'avère infructueuse. Certaines sources ont attribué à cette action le naufrage du sous-marin britannique HMS Traveller (N48), qui doit cependant être considéré comme perdu en raison d'un impact contre des mines.
Le 12 décembre, le torpilleur effectue une autre chasse anti-sous-marine infructueuse.
Le 23 décembre à 21h00, le Perseo quitte Palerme avec son navire-jumeau Sirio et le destroyer Lampo pour escorter les navires à moteur Viminale et Col di Lana et le transport militaire allemand KT 2 vers Bizere. À dix heures le 24, le sous-marin britannique HMS P48 (P48) tente de torpiller le Viminale au large du Cap Bon, sans y parvenir ; la réaction du Perseo endommage le sous-marin attaquant (qui sera coulé deux jours plus tard par le torpilleur Ardente). Le convoi atteint sa destination à sept heures du soir le même jour.
Le 16 janvier 1943, le Perseo quitte Tripoli pour escorter vers Palerme le cargo moderne D'Annunzio, qui a embarqué les détenus des prisons de Tripoli, la ville étant proche de la chute,. A 3h30 du matin de ce même 16 janvier, alors que le convoi avance dans une mer agitée à une soixantaine de milles nautiques (112 km) au sud de Lampedusa, les unités italiennes sont attaquées par la Force Q britannique qui est composée des destroyers HMS Kelvin (F37), HMS Nubian (F36) et HMS Javelin (F61), en plus des croiseurs légers HMS Dido (37) et HMS Euryalus (42),. Le Perseo tente de réagir et ouvre le feu avec ses propres canons, lançant en même temps quatre torpilles qui, cependant, n'atteignent pas leur cible (bien qu'à bord du navire on ait pensé qu'il avait touché la poupe d'un destroyer ennemi). Éclairé par les projecteurs des navires ennemis, le torpilleur est frappé à plusieurs reprises à l'arrière, les canons de poupe étant mis hors service, des dommages sérieux, des incendies (plus tard éteints par une vague qui a frappé le navire) et de nombreux morts et blessés. Désormais incapable de réagir, le Perseo se replie à faible vitesse et fait route, favorisé par une mer agitée, vers Lampedusa. Touché et incendié par le HMS Paladin et le HMS Javelin, le D'Annunzio explose et coule après une demi-heure, à la position géographique de 33° 44′ N, 11° 30′ E,. Parmi l'équipage du Perseo, 20 hommes onnt été tués dans le combat.
Le 23 janvier, le torpilleur poursuit sans succès le sous-marin HMS Unbending (P37) qui, à 8h40, torpille et coule le remorqueur Luni à la position géographique de 37° 53′ N, 15° 43′ E.
Le 29 avril 1943, le torpilleur, commandé par le capitaine de corvette (capitano di corvetta) Saverio Marotta, quitte Naples pour escorter vers Tunis le vapeur Campobasso, qui transporte 58 soldats et une cargaison de munitions, de véhicules, de pièces d'artillerie, de bombes aériennes et d'autres matériaux inflammables,,. En raison d'une panne des moteurs du torpilleur, le convoi est contraint de s'arrêter à Pantelleria,. Le 3 mai à deux heures de l'après-midi, l'ordre de reprendre la navigation est arrivé à bord et les préparatifs du départ sont faites. A quatre heures, après l'approvisionnement en eau, les manœuvres commencent, et trois heures plus tard, le Perseo quitte ses amarres et se dirige vers Tunis à la vitesse de 8 nœuds 14,8 km/h), A 19 h 30, à la suite de la détection d'échos avec l'échogoniomètre qui a pu indiquer la présence d'unités sous-marines dans la zone, le poste de combat est ordonné.  A 21 h 40, après la fin de l'alerte, la navigation reprend régulièrement. À 23h20, des lumières sont aperçues à deux heures, à l'avant tribord, et un poste de combat est ordonné. Il s'agit en fait des destroyers britanniques HMS Nubian, HMS Paladin et HMS Petard (G56). À 23 h 25, cependant, l'alarme cesse, mais peu après, une communication est reçue à bord d'une station allemande selon laquelle les deux navires (qui naviguaient à environ 22 milles nautiques (40 km) par 120° du cap Bon) avaient été aperçus par un éclaireur ennemi, message qui est relayé au Supermarina. À 23 h 33, le commandant Marotta, ayant compris qu'il est repéré et probablement suivi, ordonne au Campobasso d'augmenter sa vitesse au maximum (10 nœuds ou 18,5 km/h), mais deux minutes plus tard, les trois destroyers britanniques lancent des fusées éclairantes et ouvrent immédiatement le feu: le Campobasso est immédiatement touché et charive en flammes. Le Perseo, après avoir essayé en vain de couvrir le Campobasso avec des écrans de fumée, passe à la contre-attaque et lance deux torpilles à moins de 700 mètres avec un angle de 20° contre les navires britanniques, sans succès en raison des manœuvres d'évitement des destroyers. Le Perseo ouvre également le feu avec ses canons, tentant de se retirer vers le Cap Bon, mais à 23h48 une grosse explosion qui dévaste le Campobasso illumine le torpilleur, le rendant visible pour les navires britanniques. En manœuvrant pour éviter la pluie d-obus qui s'abat sur lui, le Perseo a une panne de gouvernail et est immédiatement touché deux fois en succession rapide: un obus fait exploser la chaudière n° 1, causant la mort d'une cinquantaine de jeunes marins qui se rendaient au quartier général de la marine à Tunis et de la plupart des membres de l'équipage de la machine dans les flammes et les jets de vapeur, et un deuxième obus a touché le pont et la station radio (détruisant les antennes de communication),. Immobilisé et dévasté, le Perseo est contraint à un engagement d'artillerie inégal avec les trois navires ennemis, par lequel il est rapidement submergé. Avec les moteurs hors service, le navire commence à s'incliner sur le côté tribord et le commandant Marotta ordonne de se préparer à abandonner le navire, mais à 23h57 une explosion d'obus sur le côté tribord du navire provoque le renversement du navire. L'explosion d'un obus d'artillerie qui a touché le pont emporte le bras gauche du commandant, tandis que le commandant en second, Levino Ferrara, est tué près des canons de la poupe. Pour prendre le commandement, l'officier en charge, le sous-lieutenant de vaisseau (sottotenente di vascello) Romualdo Balzano, dirige le navire et remplace un mitrailleur mort pour tirer contre les projecteurs des navires britanniques, alors à seulement 300 mètres (les mitrailleuses sont les seules armes en état de marche),. Désormais submergé par les navires britanniques, le Perse est réduit à une épave en feu et à la dérive, et Balzano doit donner l'ordre d'abandonner le navire, puis rester à bord pour vérifier que personne n'est encore en vie sur le navire,. Le commandant Marotta, inconscient et emmené sur un canot de sauvetage, lorsqu'il reprend conscience et se rend compte que le navire flotte toujours, est conduit en bas, mais se retrouve dans la mer à cause du chavirement du navire; il appelle Balzano en lui demandant de jeter quelque chose pour se maintenir à flot,. Balzano, après avoir pris un gilet de sauvetage et cherché autour de lui d'autres survivants, saute à l'eau, mais Marotta a déjà disparu. Lorsqu'il le retrouve finalement, le capitaine est déjà mort,. Le commandant Marotta recevra à titre posthume la médaille d'or de la valeur militaire. Un peu plus tard, le Perseo explose et coule à environ 8 milles nautiques (15 km) à l'est de Kélibia, suivi une heure et demie après le début de la bataille par le Campobasso, qui a également explosé,.
67 survivants du Perseo, dont Balzano, et 4 du Campobasso (16 autres survivants du navire à vapeur parviennent à atteindre la côte tunisienne dans un canot de sauvetage) sont recueillis quelques heures plus tard par le navire-hôpital Principessa Giovanna, qui arrive de Tunis après avoir embarqué quelque 830 blessés et malades, mais à 14h40 et à 18h00 le 6 mai, bien qu'il soit parfaitement reconnaissable, le navire-hôpital est bombardé et mitraillé par des chasseurs-bombardiers anglo-américains: 54 blessés et membres d'équipage du navire sont tués, 52 autres blessés,, Balzano et les survivants du Perseo sont en première ligne pour éteindre les incendies et contenir les graves dommages subis par le navire, qui réussit finalement à atteindre la côte italienne sous le commandement de Balzano lui-même (qui a remplacé le commandant de la Principessa Giovanna, mort dans le raid aérien),.

### Commandants
- Lieutenant de vaisseau (Tenente di vascello) Domenico D'Elia (né à Pise le 19 juin 1909) (juin 1940 - novembre 1941)
- Lieutenant de vaisseau (Tenente di vascello) Alessandro Cavriani (né à Mantoue le 21 juin 1911) (novembre 1941 - septembre 1942)
- Capitaine de corvette (Capitano di corvetta) Saverio Marotta (né à Falconara Marittima le 14 septembre 1911) (+) (20 septembre 1942 - 4 mai 1943)

## Sources
- (it) Cet article est partiellement ou en totalité issu de l’article de Wikipédia en italien intitulé « Perseo (torpediniera) » (voir la liste des auteurs).